# Důl Podgórze
Důl Podórze byl rudným dolem v Kowarech v okrese Krkonoše (polsky Powiat karkonoski) v Dolnoslezském vojvodství v Polsku, ve kterém byla těžena uranová ruda v letech 1950–1958.

## Poloha
Důl Podgórze se nacházel v Krkonoších na severovýchodních svazích Kowarského hřebenu (Kowarski Grzbiet), vhorní části údolí potoka Jedlice v horní části Kowary. Ložisko Podgórze bylo tvořeno krystalickými břidlicemi a rulami. Mezi další nerosty, které se v ložisku nacházely byl chalkopyrit, pyrit a fluorit. Mocnost uranových rud kolísala od 20 cm do 40 cm a zasahovala do hloubky až 700 m. Obsah uranu v rudě byl v rozmezí 0,1–0,3 procent.

## Historie
Důl Podgórze byl založen v roce 1950 v horní části údolí potoka Jedlice, kde bylo nově objeveno ložisko uranové rudy. K ložisku byla ražena štola č. 16. Od září byl prováděn průzkum ložiska, jeho dokumentování a probíhala jeho těžba. Ložisko bylo zpřístupněno v následujících letech štolami č. 17, 19 a 19a a šibíky č. 2, 3, 4 a 5. Hloubka dolu do úrovně hlavní těžební štoly 19a byla 535 m. Zmáhání ložiska bylo zahájeno v jeho horní části v nadmořské výšce 800 m (tzv. Korea). Ložisko bylo vytěženo do hloubky 700 m během osmi let. Vytěženo bylo 196,5 tun čistého uranu, na odval bylo dopraveno 518 000 tun hlušiny. V letech 1961–1963 byla hlušina využita pro výstavbu silnic. V dole Podgórze bylo vyraženo 33 až 25 kilometrů hlavních dobývek. Důl byl uzavřen v listopadu 1958.
Znovu byl důl otevřen v červenci 1969 důlním podnikem Kowary-Podgórze. V prostorách dolu bylo budováno Podzemní radonové inhalatorium pro lázně P. P. Uzdrowisko Cieplice. Během přípravných prací v letech 1971–1972 bylo vytěženo posledních několik tun uranové rudy, která byla odeslána ke zpracování do závodu Zakład Produkcji Koncentratu Uranowego. Inhalatorium, jediné v Polsku, bylo otevřeno v roce 1974 a uzavřeno v roce 1989.
V současné době jsou využívány štoly č. 19 a 19a v délce 1600 m jako turistická atrakce. Expozice zahrnuje mimo jiné hornické nářadí, mapy dolu, a také v Polsku největší sbírku uranového skla. Během prohlídky se navštíví podzemní inhalatorium.
V dole Podgórze se nachází zatopený šibík (hloubka 242 m), které je nejhlubším podzemním místem pro potápění v Polsku. Nejhlubší ponor zde byl uskutečněn do hloubky 157 m Michałem Rachwalskim v roce 2015.